# Pocket PC

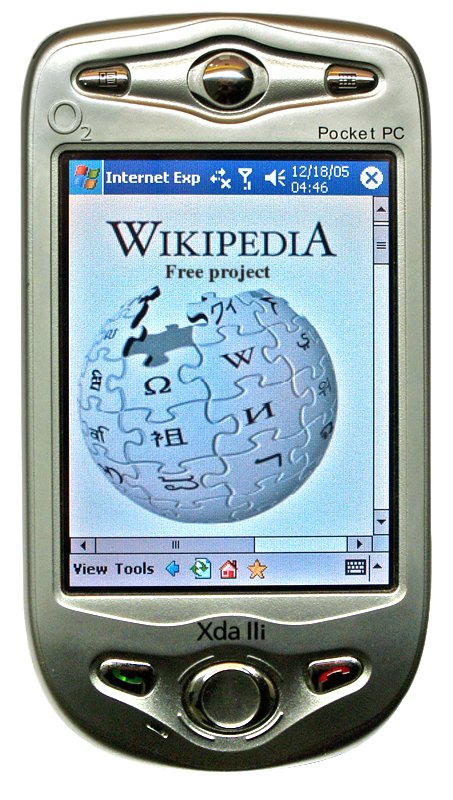
Chiếc O2 XDA IIi khi truy cập vào Wikipedia

Pocket PC là một loại thiết bị vi tính thường được dùng vào những năm 90 và  đầu thế kỉ 21 như một chiếc máy tính bỏ túi thay thế cho những chiếc máy tính cồng kềnh vào thời đó. Các Pocket PC thường được cài đặt các phiên bản của hệ điều hành Windows CE (hiện có tên là Windows Mobile). Pocket PC có thể có chức năng như là điện thoại di động nhưng không thể gọi thuê bao. Phần mềm ActiveSync cũng thường được sử dụng để kết nối Pocket PC với máy tính để bàn hay máy tính xách tay để tải tập tin hoặc kết nối vào Internet.

## Định nghĩa
Theo Microsoft, Pocket PC là "một thiết bị cầm tay giúp cho phép người dùng lưu trữ và nhận thư điện tử, danh bạ, lịch làm việc, chơi các trò chơi và các tệp đa phương tiện, trao tin nhắn tới Windows Live Messenger (trước là MSN Messenger), duyệt Web và rất nhiều việc khác."
Về mặt công nghệ, "Pocket PC" là một chuẩn của Microsoft cho phần cứng và phần mềm của thiết bị di động mang nhãn hiệu "Pocket PC".
Vì vậy, mọi thiết bị được coi là Pocket PC nếu:
- Sử dụng Microsoft's Windows Mobile, phiên bản Pocket PC.
- Đi kèm với một số gói phần mềm nạp sẵn trong ROM.

Lưu ý: Tên gọi Windows Mobile bao gồm cả hệ điều hành Windows CE và gói các phần mềm cơ bản cùng giao diện người dùng.
- Có màn hình cảm ứng.
- Có bàn cảm ứng hoặc nút chỉ hướng.
- Có một nhóm các nút cho ứng dụng.
- Dựa trên bộ vi xử lý tương thích với ARM phiên bản 4, Intel XScale, MIPS hoặc SH3.

## Các phiên bản hệ điều hành
- Windows CE
- Windows CE 3.0
- Windows Moblie 2000
- Windows Mobile 2002
- Windows Mobile 2003
- Windows Mobile 2003 SE
- Windows Mobile 5.0
- Windows Mobile 6.0

## Các hãng sản xuất Pocket PC
- HTC
- O2
- Hewlett-Packard
- Dell
- i-mate
- Dopob
- HP
- Eten
- nokia